# Wootton (West Oxfordshire)
Wootton is een civil parish in het bestuurlijke gebied West Oxfordshire, in het Engelse graafschap Oxfordshire met 569 inwoners.